# Episodi di Outer Banks (prima stagione)
La prima stagione della serie televisiva Outer Banks, composta da dieci episodi, è stata interamente pubblicata sul servizio di streaming on demand Netflix il 15 aprile 2020 in tutti i paesi in cui è disponibile.
| nº | Titolo originale   | Titolo italiano         | Pubblicazione  |
| -- | ------------------ | ----------------------- | -------------- |
| 1  | Pilot              | Pilot                   | 16 aprile 2020 |
| 2  | The Lucky Compass  | La bussola portafortuna | 16 aprile 2020 |
| 3  | The Forbidden Zone | La zona proibita        | 16 aprile 2020 |
| 4  | Spy Games          | Chi ha fatto la spia    | 16 aprile 2020 |
| 5  | MidSummers         | La festa del solstizio  | 16 aprile 2020 |
| 6  | Parcel 9           | Lotto 9                 | 16 aprile 2020 |
| 7  | Dead Calm          | Calma piatta            | 16 aprile 2020 |
| 8  | The Runway         | La pista                | 16 aprile 2020 |
| 9  | The Bell Tower     | La campana              | 16 aprile 2020 |
| 10 | The Phantom        | La Phantom              | 16 aprile 2020 |

## Pilot
- Titolo originale: Pilot
- Diretto da: Jonas Pate
- Scritto da: Josh Pate e Shannon Burke

### Trama
Dopo  un forte uragano, John B, insieme a Pope, Kiara e JJ (i “Pogues”), esplora un relitto sommerso vicino alla costa. In un modulo ritrovano una chiave di camera, usata per aprire una cassaforte in un motel dove recuperano contanti e un’arma. Una scazzottata con i “Kooks” e l’arrivo di due uomini armati in barca alzano la posta in gioco. Tornati a riva, trovano la bussola appartenuta al padre di John B, scomparso da nove mesi .

## La bussola portafortuna
- Titolo originale: The Lucky Compass
- Diretto da: Jonas Pate
- Scritto da: Shannon Burke

### Trama
John B scopre la parola “Redfield” incisa nella bussola del padre. I Pogues lo seguono fino al faro di Redfield, dove un guardiano li scopre e avverte la polizia. Sarah, pur attratta da John B, lo tradisce informando involontariamente suo padre, Ward, che licenzia John B. I due uomini in barca fanno irruzione più volte, costringendo John B a consegnare la bussola alla sceriffa. Viene scoperto che Redfield è il cognome della trisavola e nei suoi archivi c’è una busta consegnata da Big John .

## La zona proibita
- Titolo originale: The Forbidden Zone
- Diretto da: Cherie Nowlan
- Scritto da: Josh Pate

### Trama
La busta di Big John contiene coordinate e un messaggio audio per John B, indicando il relitto del *Royal Merchant*. I Pogues recuperano un drone dal deposito di scooter di JJ e lo usano per localizzare il relitto a circa 300 metri di profondità. Il rischio cresce quando le autorità e i delinquenti armati li seguono. Inoltre, emerge la figura di Denmark Tanny, sopravvissuto al naufragio, con tracce importanti legate al tesoro .

## Chi ha fatto la spia
- Titolo originale: Spy Games
- Diretto da: Cherie Nowlan
- Scritto da: Josh Pate

### Trama
Il drone esplora il relitto, ma i Pogues non trovano l’oro. Ferito, John B cerca rifugio, e Sarah lo aiuta a consultare gli archivi dell’università di Chapel Hill, scoprendo lettere di Denmark Tanny. Il loro legame si rafforza, ma Sarah deve mentire al padre. L’indagine assume un valore personale, con la mappa del tesoro ormai reale.

## La festa del solstizio
- Titolo originale: MidSummer
- Diretto da: Jonas Pate
- Scritto da: Josh Pate e Shannon Burke

### Trama
I Pogues cercano lettere di Tanny nella raccolta storica e scoprono un riferimento a un pozzo sotterraneo vicino alla casa Crain. Durante la festa estiva, John B viene arrestato, ma riesce a sfuggire tra litigi e cadute. Sarah esplora di nascosto la biblioteca paterna. L'alchimia e il segreto fra i due aumentano la tensione emotiva.

## Lotto 9
- Titolo originale: Parcel 9
- Diretto da: Jonas Pate
- Scritto da: Keith Josef Adkins e Kathleen Hale

### Trama
I Pogues penetrano nel pozzo nascosto nella proprietà Crain, disattivano allarmi e trovano pepite d’oro insieme a tracce ossee, segno che non sono soli in questo gioco. Intrappolati, sfuggono armati da Lana e fuggono solo con alcune pepite, mentre la misteriosa signora Crain li bracca, aumentando la paura e l’adrenalina.

## Calma piatta
- Titolo originale: Dead Calm
- Diretto da: Valerie Weiss
- Scritto da: Kathleen Hale

### Trama
I Pogues tentano di vendere una pepita, ma un trafficante, Barry, li imbosca: scoppia una colluttazione, la battono e recuperano il denaro. JJ spende per un “tutto per la famiglia”: una vasca idromassaggio. John B e Sarah consumano la loro passione nella torre della chiesa. Durante una battuta di pesca, Ward mette in chiaro che sa della mappa e della bussola e rivela di avere un ruolo nella scomparsa di Big John: John B decide di voltargli le spalle.

## La pista
- Titolo originale: The Runway
- Diretto da: Valerie Weiss
- Scritto da: Rachel Sydney Alter

### Trama
John B scopre da Lana che Ward ha sottratto la mappa e abbandonato il padre in mare. I Pogues, insieme a Rafe e la polizia, convergono su un piccolo aeroporto: Ward tenta di decollare con oro e Sarah, il piano fallisce. John B blocca l’aereo, ma viene arrestato. Rafe uccide la sceriffa Peterkin con un colpo improvviso, drenando ogni speranza di giustizia.

## La campana
- Titolo originale: The Bell Tower
- Diretto da: Jonas Pate
- Scritto da: Dan Dworkin e Jay Beattie

### Trama
Sotto copertura di “martial law”, i Pogues rubano la barca Phantom per aiutare John B e Sarah a fuggire. Pope ammette i suoi sentimenti per Kiara, ma viene respinto. John B scaccia Kelce e riscuote l’indulgenza dalla polizia mentre Sarah lo aiuta a scappare, mentre Rafe incendia la chiesa che li aveva salvati. La tensione fra affetto, tradimento e sopravvivenza diventa quasi insostenibile.

## La Phantom
- Titolo originale: The Phantom
- Diretto da: Jonas Pate
- Scritto da: Josh Pate e Shannon Burke

### Trama
Mentre si avvicina una tempesta, John B e Sarah fuggono su Phantom verso la libertà. Ward tenta di convincerli via radio, ma viene smascherato e arrestato. Tuttavia, in una furiosa tempesta tropicale, Phantom affonda: si presume siano morti. Nella scena finale, scopriamo che invece sopravvivono e vengono soccorsi da un mercantile diretto alle Bahamas, pronti a reclamare il tesoro e la loro vita insieme.